# Margherita Parini
Margherita Parini (Aosta, 1º settembre 1972) è un'ex snowboarder italiana.
Nella sua carriera si è aggiudicata per due volte la Coppa del Mondo di snowboard di specialità nello slalom gigante (1998-1999 e 1999-2000) ed ha vinto due medaglie ai Campionati del Mondo di snowboard, sempre nello slalom gigante (un oro a Berchtesgaden nel 1999, davanti ad un'altra italiana, Lidia Trettel, ed un bronzo a San Candido nel 1997).
Sempre nella stessa disciplina ha partecipato alle Olimpiadi di Nagano nel 1998, dove ha chiuso tredicesima.
È stata anche per tre volte campionessa italiana, in tre diverse specialità: nel 2000 in slalom gigante e slalom parallelo, nel 2001 nello slalom gigante parallelo.

## Palmarès

### Mondiali
- 2 medaglie:
  - 1 oro (in slalom gigante a Berchtesgaden 1999)
  - 1 bronzo (in slalom gigante a San Candido 1997)

### Campionati italiani
- Campionessa italiana di slalom gigante nel 2000.
- Campionessa italiana di slalom parallelo nel 2000.
- Campionessa italiana di slalom gigante parallelo nel 2001.